# Шизофренічне число
Шизофренічне число (англ. Schizophrenic number, також відоме як «хибне раціональне число» (англ. mock rational number)) — ірраціональне число, що має певні властивості раціональних чисел.

## Визначення
Визначення шизофренічних чисел навів британський астроном і популяризатор науки Девід Дарлінг у своїй «Універсальній книзі математики»:
Неофіційна назва ірраціонального числа, яке у вигляді десяткового дробу має в дробовій частині повторювані послідовності цифр, що надають йому схожості з раціональним числом. Шизофренічне число можна отримати таким чином. Для будь-якого натурального числа n нехай f (n) позначає ціле число, задане рекурентною формулою f(n) = 10 f(n — 1) + n з початковим значенням f(0) = 0. Таким чином, f(1) = 1 , f(2) = 12, f(3) = 123 і т. д. У цьому випадку квадратні корені з f(n) для непарних цілих чисел n матимуть значення, що спочатку містять періодичні послідовності цифр, характерні для раціональних чисел, але потім переходять в ірраціональні. Наприклад, послідовність з перших 500 цифр √f(49) виглядає так:

1111111111111111111111111.1111111111111111111111 0860

555555555555555555555555555555555555555555555 2730541

66666666666666666666666666666666666666666 0296260347

2222222222222222222222222222222222222 0426563940928819

4444444444444444444444444444444 38775551250401171874

9999999999999999999999999999 808249687711486305338541

66666666666666666666666 5987185738621440638655598958

33333333333333333333 0843460407627608206940277099609374

99999999999999 0642227587555983066639430321587456597

222222222 1863492016791180833081844 ...

Видно, що повторювані послідовності цифр стають все коротшими, а довжина «невпорядкованих» послідовностей цифр збільшується доти, поки повторювані послідовності не зникають взагалі. При цьому, збільшуючи n, можна «задавати» появу повторюваних послідовностей цифр як завгодно довго. У послідовності завжди фігурують цифри 1, 5, 6, 2, 4, 9, 6, 3, 9, 2, ….

Послідовність чисел, породжених рекурентною формулою f (n) = 10 f (n — 1) + n, описаною вище, виглядає так:
0, 1, 12, 123, 1234, 12345, 123456, 1234567, 12345678, 123456789, 1234567900, … (послідовність A014824 з Онлайн енциклопедії послідовностей цілих чисел, OEIS).
Цілі частини їх квадратних коренів — відповідно:
0, 1, 3, 11, 35, 111, 351, 1111, 3513, 11111, 35136, 111111, 351364, 1111111, … (послідовність A068995 з Онлайн енциклопедії послідовностей цілих чисел, OEIS), містять як числа з повторюваними послідовностями цифр, так і з числа «невпорядкованим» набором цифр, подібно до чергування цифр у дробових частинах значень квадратних коренів.

## Історія
За оцінкою американського письменника і популяризатора науки Кліффорда Піковера, шизофренічні числа виявив Кевін Браун.
У своїй книзі «Чудеса чисел» Піковер так описав історію шизофренічних чисел:
|  | Побудова і відкриття шизофренічних чисел викликано вимогою (опублікованою в групі новин Usenet sci.math), щоб ірраціональне число, вибране випадковим чином, не містило у перших 100 знаках повторюваних послідовностей цифр. Було відзначено, що якби таку послідовність знайшли, це стало б доказом існування Бога чи позаземного розуму. (Ірраціональне число — це будь-яке число, яке не можна виразити відношенням двох цілих чисел. Трансцендентні числа, такі як e і π, й інші, такі як квадратний корінь з 2, є ірраціональними). |